# Station Hucknall
Hucknall is een spoorwegstation van National Rail en een tramhalte van Nottingham Express Transit (NET) in Hucknall, Ashfield in Engeland. Het station is eigendom van Network Rail en wordt beheerd door East Midlands Railway. Het station is geopend in 1993.